# Ommatius abana
Ommatius abana là một loài ruồi trong họ Asilidae. Ommatius abana được Curran miêu tả năm 1953. Loài này phân bố ở vùng Tân nhiệt đới.